# 克里斯托夫·莫里茨
克里斯托夫·莫里茨（Christoph Moritz）是德國的一位足球運動員。在場上司職中場。現效力于德乙球隊雷根斯堡。

## 外部連結
- Profile at Schalke04.com （页面存档备份，存于）
- Profile at Transfermarkt.de （德文）
- Career stats at Fussballdaten.de （页面存档备份，存于） （德文）